# Fozières
Fozières is een gemeente in het Franse departement Hérault (regio Occitanie) en telt 157 inwoners (2005). De plaats maakt deel uit van het arrondissement Lodève.

## Geografie
De oppervlakte van Fozières bedraagt 5,5 km², de bevolkingsdichtheid is 28,5 inwoners per km².
De onderstaande kaart toont de ligging van Fozières met de belangrijkste infrastructuur en aangrenzende gemeenten.

## Demografie
Onderstaande figuur toont het verloop van het inwonertal (bron: INSEE-tellingen).